# Charles Aubert de La Chesnaye
Pour les articles homonymes, voir Charles Aubert (homonymie) et Aubert.
Ne doit pas être confondu avec François-Alexandre Aubert de La Chesnaye Des Bois, avec qui il n'y aurait aucun lien filial.
Charles Aubert de La Chesnaye (né le 12 février 1632 à Amiens et mort le 20 septembre 1702 à Québec) est un seigneur et homme d'affaires de la Nouvelle-France, le plus riche de son époque. Son rôle dans l'essor économique de la colonie est important (commerce de fourrures et autres, finance, agriculture, pêche). Il possède de nombreuses seigneuries et laisse son nom à plusieurs lieux au Québec et dans la ville de Québec. Membre du Conseil souverain, il était « le principal homme d'affaires et le plus grand propriétaire foncier de la colonie ».
Sa maison à Québec constitue actuellement l'un des principaux vestiges archéologiques de la ville.

## Biographie

### Le premier homme d'affaires de la Nouvelle-France
Né le 12 février 1632 à Amiens en Picardie (France), fils de Jacques Aubert, conseiller du roi, intendant ou contrôleur général des fortifications d'Amiens, et de Marie Goupy, il arrive en Nouvelle-France en 1655 pour représenter un groupe de marchands de Rouen.
Marchand à Québec, il est négociant de fourrures à Tadoussac de 1663 à 1666. Deux ans après la création de la Compagnie française des Indes occidentales en 1666, il est nommé commis général jusqu'en 1669, date à partir de laquelle il quitte la compagnie pour une exploitation forestière au lac Saint-Jean, puis une briqueterie et un long séjour à La Rochelle, qui lui permet d'établir des relations commerciales avec plusieurs pays européens et de devenir propriétaire de plusieurs navires.
En 1672, l'intendant Jean Talon lui concède, conjointement avec deux autres associés, la seigneurie de Percé qui doit servir de port d'attache aux bateaux de pêche. Puis il reçoit la seigneurie de Rivière-du-Loup le 23 décembre 1673.
À son retour au Canada il obtiendra, peu après la dissolution de la Compagnie des Indes occidentales, à partir de 1675 et jusqu'en 1681, les droits de la Compagnie de la Ferme d'Occident de son ami Jean Oudiette, détenant ainsi le monopole des fourrures de castor, qui constituent la première richesse à l'exportation du Canada.
La Chesnaye achète aussi la moitié des fiefs de Saint-François et de Saint-Jean (1677), les seigneuries de Le Parc, à l'est de Rivière-du-Loup (1675), et l'île aux Lièvres (1677).

### Chronologie commerciale
- Il est négociant de fourrures à Tadoussac (1663-1666),
- Il est le commis général de la Compagnie française des Indes occidentales (1666-1669)
- Il détient les droits de la Compagnie de la Ferme (1675-1681) détenant ainsi le monopole des fourrures de castor, qui constituent la première richesse à l'exportation du Canada.
- Il crée la Compagnie du Nord ou Compagnie de la Baie d'Hudson (française) (1682), afin de regrouper les principaux marchands de fourrures, et dont il est le principal actionnaire.
- Après 1670, il développe des affaires locales : exploitation forestière (Lac Saint-Jean), pêche, briqueterie, etc.
- Il prête beaucoup d'argent pour reconstruire la basse-ville de Québec, détruite en 1682 par un grave incendie, mais aura toutes les peines du monde à se faire rembourser.

En définitive, Charles Aubert de La Chesnaye est devenu le « principal homme d'affaires de la Nouvelle-France au XVIIe siècle ».

### Un grand seigneur
Charles Aubert de La Chesnaye va massivement investir dans la terre et certainement devenir alors l'un des principaux propriétaires terriens du Canada. Ses principaux fiefs seront Repentigny, Rivière-du-Loup, Kamouraska, et les seigneuries des environs de Québec.
- En 1659, il achète 70 arpents sur le coteau Sainte-Geneviève, ce qui comprend une bonne partie de l'ouest de l'actuelle haute-ville de Québec.
- Vers 1660, il achète un terrain rue du Sault-au-Matelot à Québec, où il se fait construire une vaste maison qui existe encore.
- En 1662, il est copropriétaire de la seigneurie de Beaupré.
- En 1668, il achète des terrains dans les paroisses de L'Ange-Gardien et de Château-Richer.
- En 1670, il se fait concéder la seigneurie de Mille-Vaches. Cette affirmation est fausse. C'est son fils, François Aubert de La Chesnaye, qui en hérite de la veuve de Robert Giffard, son arrière-grand-mère. Il l'administrera pour son fils[réf. souhaitée].
- En 1672, Jean Talon lui concède, avec deux autres associés, la seigneurie de Percé, première base de pêche permanente au Québec.

Le sieur de La Chesnaye achète de nombreux fiefs :
- la moitié des fiefs de Saint-François et de Saint-Jean (1677),
- les seigneuries de Le Parc, à l'est de Rivière-du-Loup (1675),
- l'île aux Lièvres (entre 1677 et 1694),
- la seigneurie de Kamouraska (1680),
- l'île Dupas et du Chicot (1690),
- la moitié de la seigneurie de Beaupré et de l'île d'Orléans (1662, 1664 et 1690),
- Yamaska, Port-Joly (1686),
- l'île de la Poterie (autrefois appelée l'île aux Cochons) à Trois-Rivières (1686),
- Seigneurie du Bic (1688),
- il se fait concéder des domaines au Blanc-Sablon (site de pêche à la baleine et à la morue) et à Terre-Neuve en 1684,
- Villeray,
- Verbois, à l'ouest de Rivière-du-Loup (1689),
- Sainte-Marguerite, près de Trois-Rivières (1700).
- On lui concède les seigneuries de Repentigny (la moitié, en 1670), de Rivière-du-Loup (1673), I'arrière-fief de Charlesville dans la seigneurie de Beaupré (1677).
- La seigneurie de Madawaska et le lac Témiscouata ont été concédés à ses enfants jumeaux, Antoine et Marguerite-Angélique.

Les honneurs couronnent son activité économique, certes pas désintéressée même si elle sert aussi les intérêts de la colonie :
- Le 24 mars 1693, Louis XIV lui accorde ses lettres de noblesse pour avoir contribué à l'expansion canadienne. De bourgeois, il devient gentilhomme[5]. « Son apport considérable à l'essor économique de la Nouvelle-France lui vaut d'être anobli par Louis XIV en 1693. Deux ans plus tard, il est nommé membre du Conseil souverain. Jusqu'à la fin de sa vie, La Chesnaye demeurera le principal homme d'affaires et le plus grand propriétaire foncier de la colonie. »[3].
- Le 22 mai 1696, il est membre du Conseil souverain de la Nouvelle-France.

Charles Aubert de la Chesnay meurt le 20 septembre 1702 dans la ville de Québec et est enterré le lendemain au cimetière des pauvres de l'Hôtel-Dieu de Québec où deux de ses filles sont religieuses chez les Sœurs Hospitalières.

## Famille et généalogie

Registres de l'état civil de la France et du Québec.
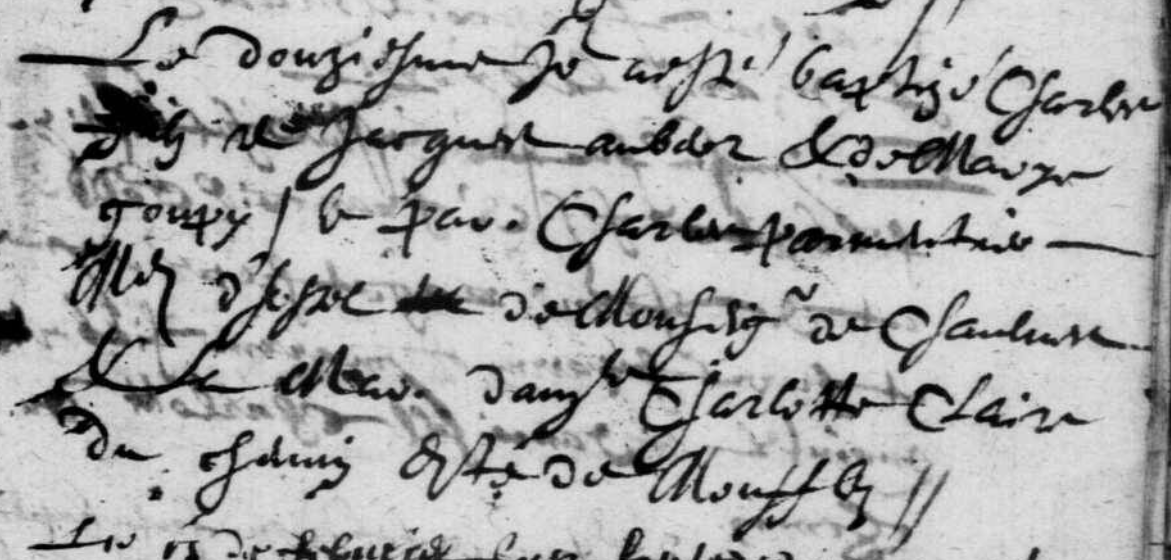
Acte de baptême Charles Aubert. 12 février 1632. Paroisse Saint-Rémy de la ville d'Amiens.
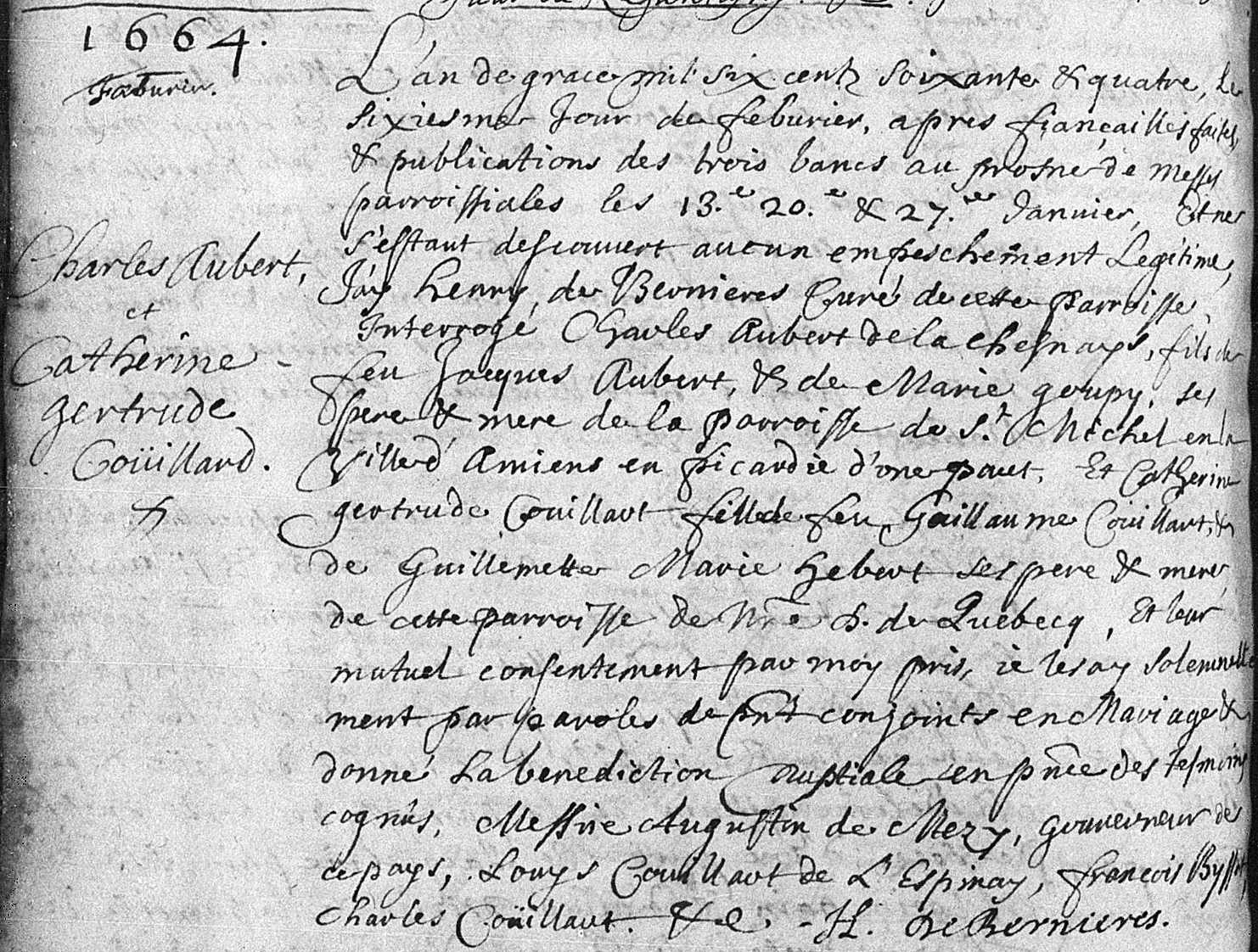
Acte de mariage entre Charles Aubert de la Chenaye et Catherine Gertrude Couillard. 6 février 1664. Paroisse Notre-Dame-de Québec de la ville de Québec.
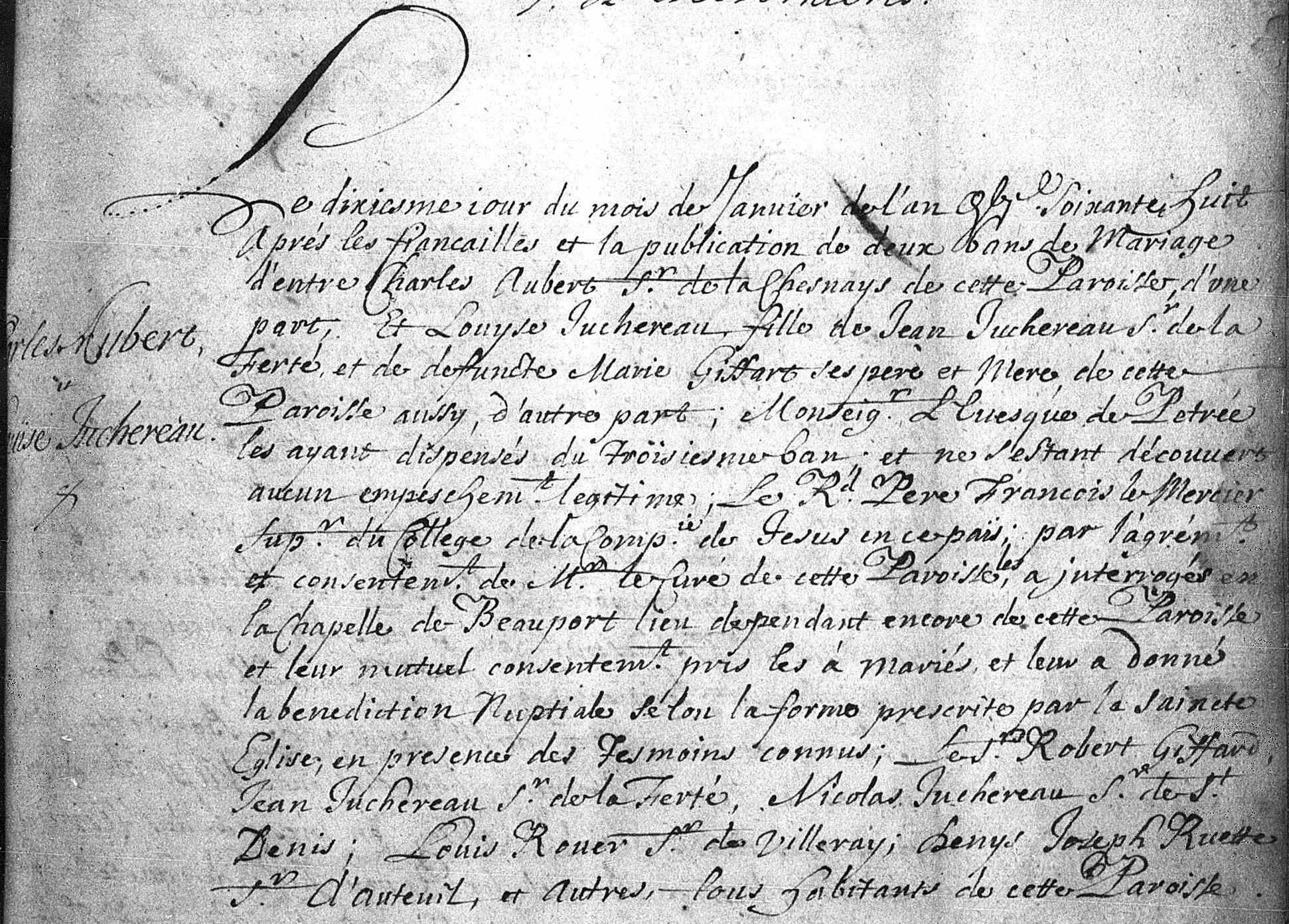
Acte de mariage entre Charles Aubert Sr de la Chesnays et Louise Juchereau. 10 janvier 1668. Paroisse Notre-Dame-de Québec de la ville de Québec.
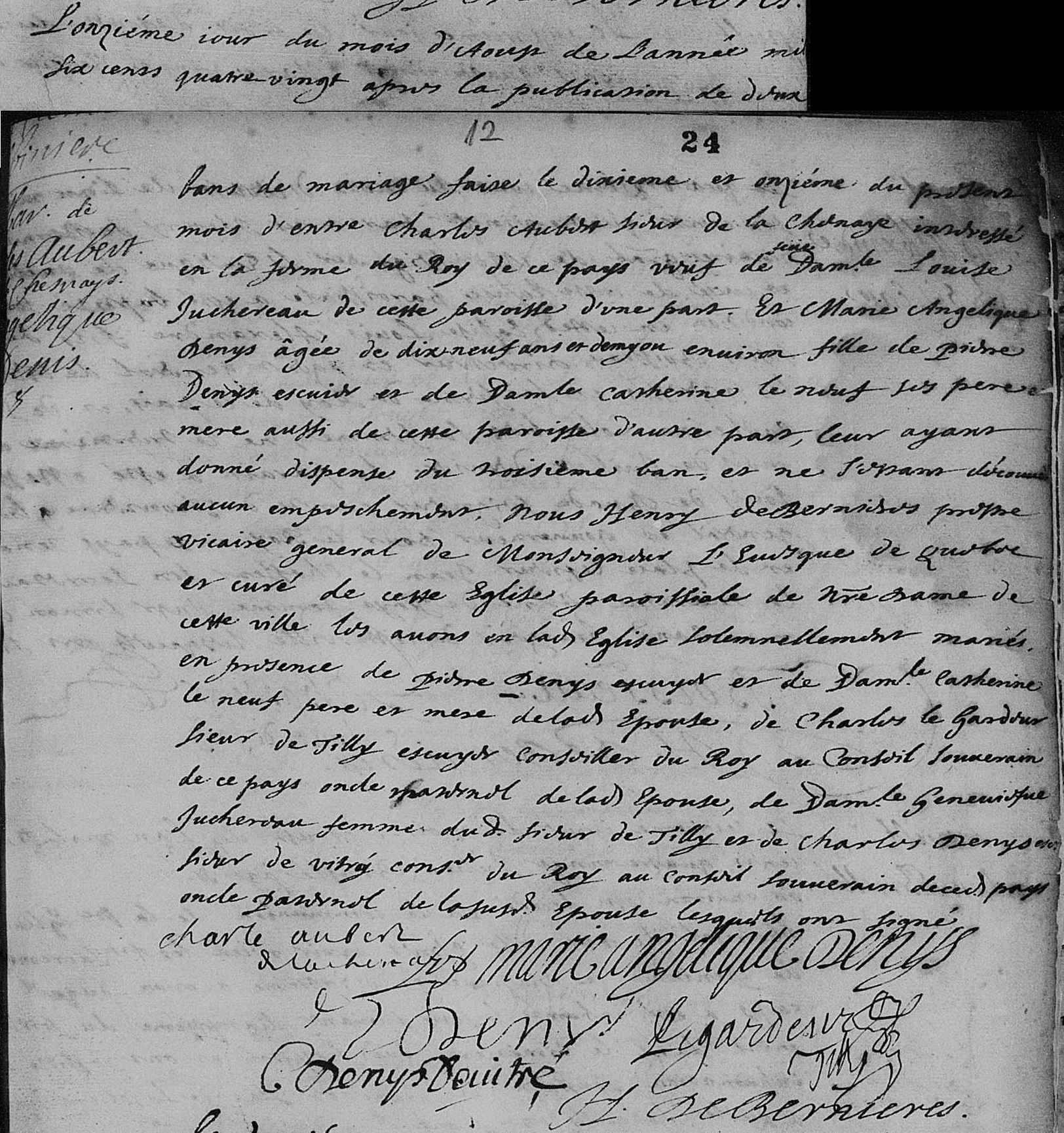
Acte de mariage entre Charles Aubert Sieur de la Chenaye et Marie Angelique Denys. 11 août 1680. Paroisse Notre-Dame-de Québec de la ville de Québec.
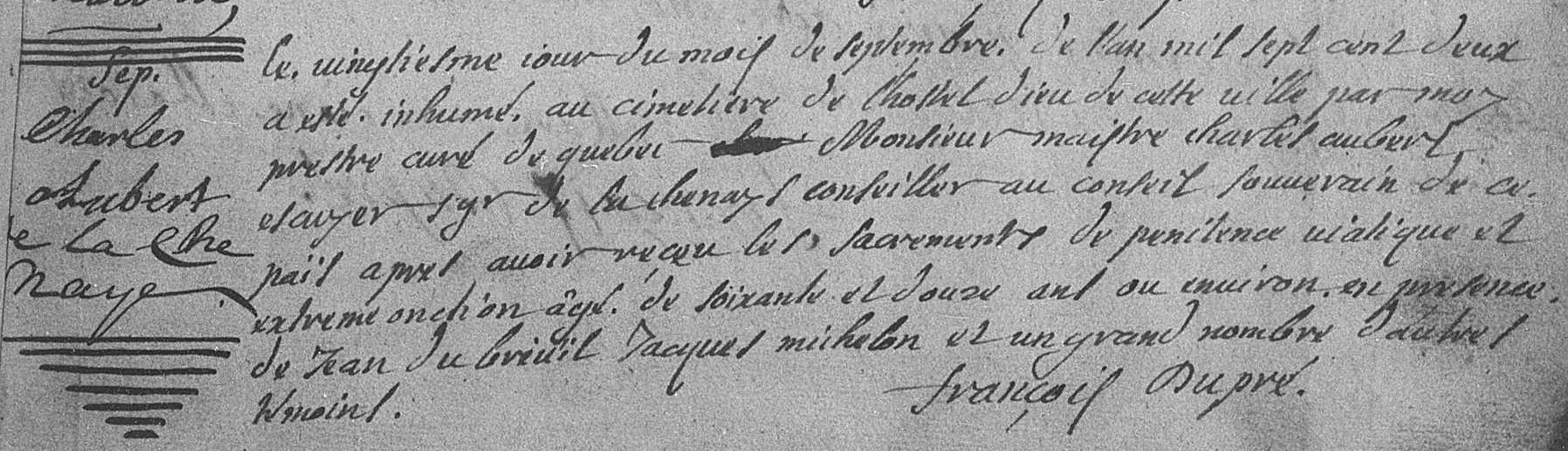
Acte de sépulture de Charles Aubert Seigneur de la Chenays. 20 septembre 1702. Paroisse Notre-Dame-de Québec de la ville de Québec.

### Ses trois mariages
Charles Aubert de La Chesnaye s'est marié trois fois. Ses trois mariages prouvent son intégration dans la petite élite dirigeante de la Nouvelle-France.
- Le 6 février 1664 à Québec, il épouse Catherine (Gertrude) Couillard, fille de Guillaume Couillard et de Guillemette Hébert et donc petite-fille de Louis Hébert, le "père de la nation" canadienne. Elle meurt en novembre 1664. Ils ont eu un fils, Charles, mort au combat en France dans les années 1690.
- Le 10 janvier 1668 à Québec, il épouse Marie-Louise Juchereau de La Ferté, fille de Jean Juchereau de La Ferté et de Marie-Françoise Giffard. Ils auront 6 enfants :
  - François et Jacques, nés à Québec.
  - Pierre, Louis (qui achètera à son père la seigneurie de Kamouraska), Ignace et Marie-Charlotte, nés à La Rochelle (France).
  - Marie-Charlotte (religieuse).
- Le 11 août 1680 à Québec, il épouse Marie-Angélique Denys, fille de Pierre Denys, sieur de la Ronde, et de Catherine Le Neuf, fille de Jacques Leneuf de La Poterie, gouverneur intérimaire de la Nouvelle-France. Ils auront onze enfants : Marie-Catherine, les jumeaux Marguerite-Angélique et Antoine, Joseph, les jumeaux Joseph et Gabrielle-Françoise, Jacques, Louis, Charles, Françoise-Charlotte et Marie-Angélique (religieuse).

### Descendance
Des 18 enfants nés de ses trois mariages, 11 atteindront l'âge adulte. Parmi sa nombreuse descendance, on compte :
- Philippe Aubert de Gaspé (1786-1871), écrivain[7].

## Héritage
- Une « rue Aubert-De la Chesnaye » existe aussi à Rivière-du-Loup dans le quartier Saint-Patrice (Parc Cartier) depuis 1971.
- L'ancienne ville de Lachenaie[8] (maintenant fusionnée avec Terrebonne) ainsi que le « rang Charles-Aubert » dans ce même secteur.

### Ville de Québec
- Une « rue De la Chesnaye » à Québec (avant 1958, orthographiée « rue La Chesnaie »).
- Son hôtel particulier rue du Sault-au-Matelot à Québec[9],[10],[11]. Des fouilles archéologiques effectuées en 1992 mènent à la découverte d'imposantes structures de maçonnerie associées à la résidence-magasin de La Chesnaye, considérée au XVIIe siècle comme la plus remarquable de Québec, voire de la Nouvelle-France[3].